# Sovenice (Křinec)
Sovenice je vesnice v okrese Nymburk, součást obce Křinec. Nachází se 3 km na severozápad od Křince při silnici II/275. Je zde evidováno 76 adres.

## Historie
První písemná zmínka o vesnici pochází z roku 1223.

## Popis a pamětihodnosti
V obci se nachází architektura polabského stylu, ve středu obce a v části zvané Rojdán je památkově chráněná zóna. Zde se nachází řada selských domků a chalup a také rybník Rojdán s bažinatým dnem, kde dle staré legendy zahynul koňský povoz i s kočím.
V 70. letech 20. století zde bylo vybudováno koupaliště využívané jako požární nádrž.
Kaplička na návsi obce sloužila zejména při poutích a pouťových procesích. Po roce 1948 hrozila přeměna kapličky na autobusovou zastávku, což se nakonec neuskutečnilo.
Na návsi stojí také pomník obětem první světové války (1914–1918) se jmény padlých obyvatel. Pomník vystavil po skončení války sochařský mistr E. Kodet.

## Fotogalerie

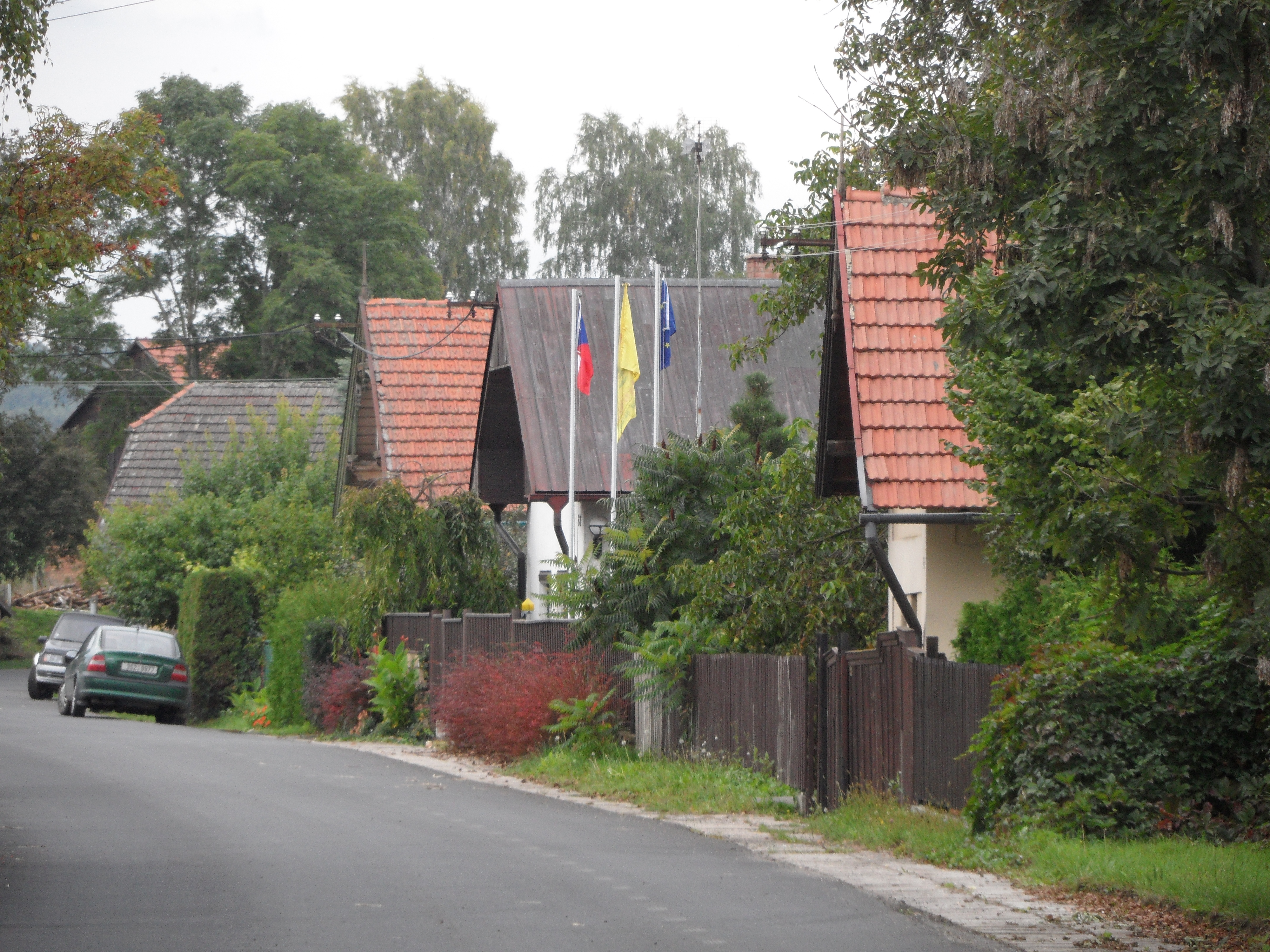
Domy směr Mcely
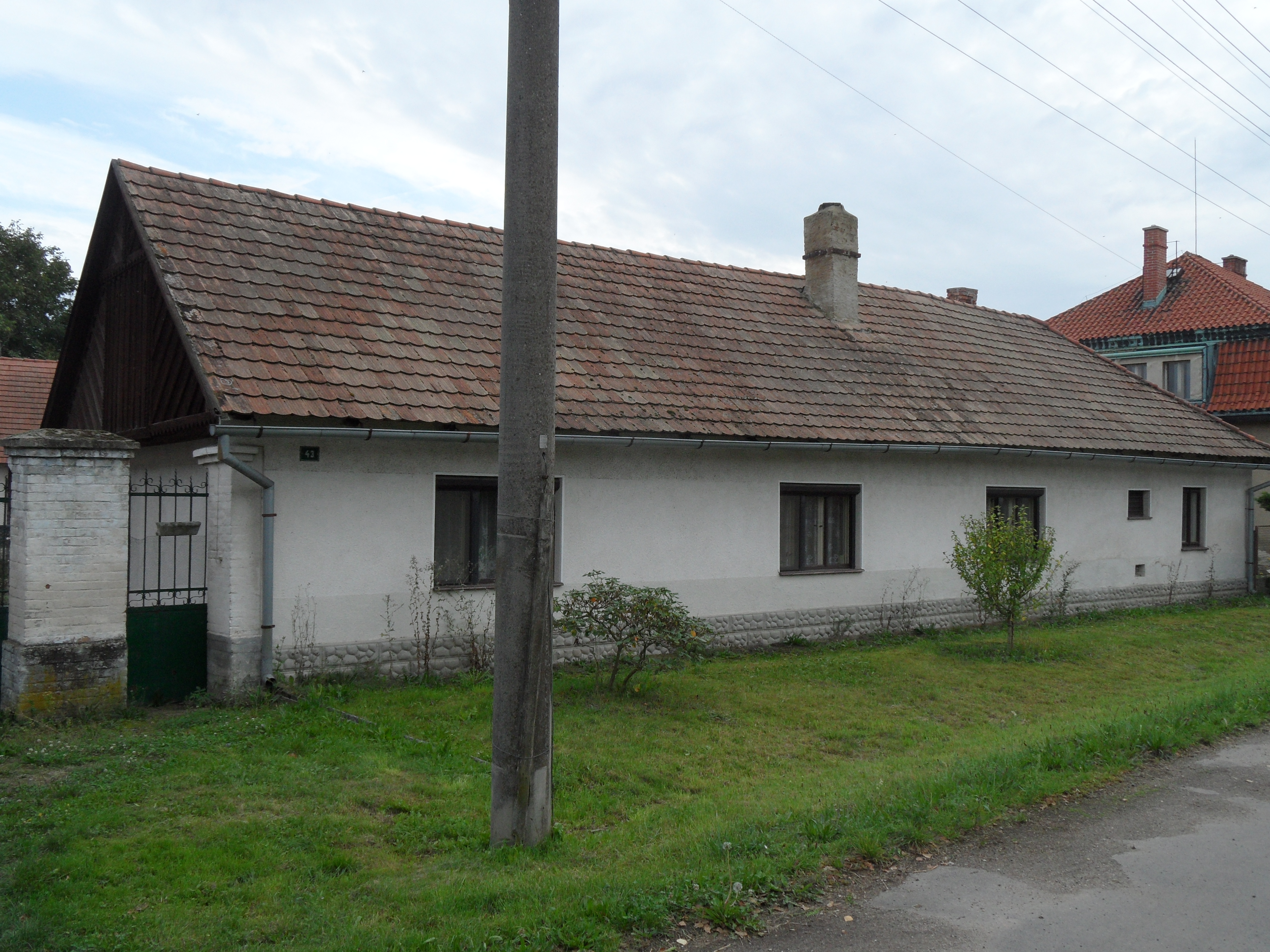
Venkovské stavení
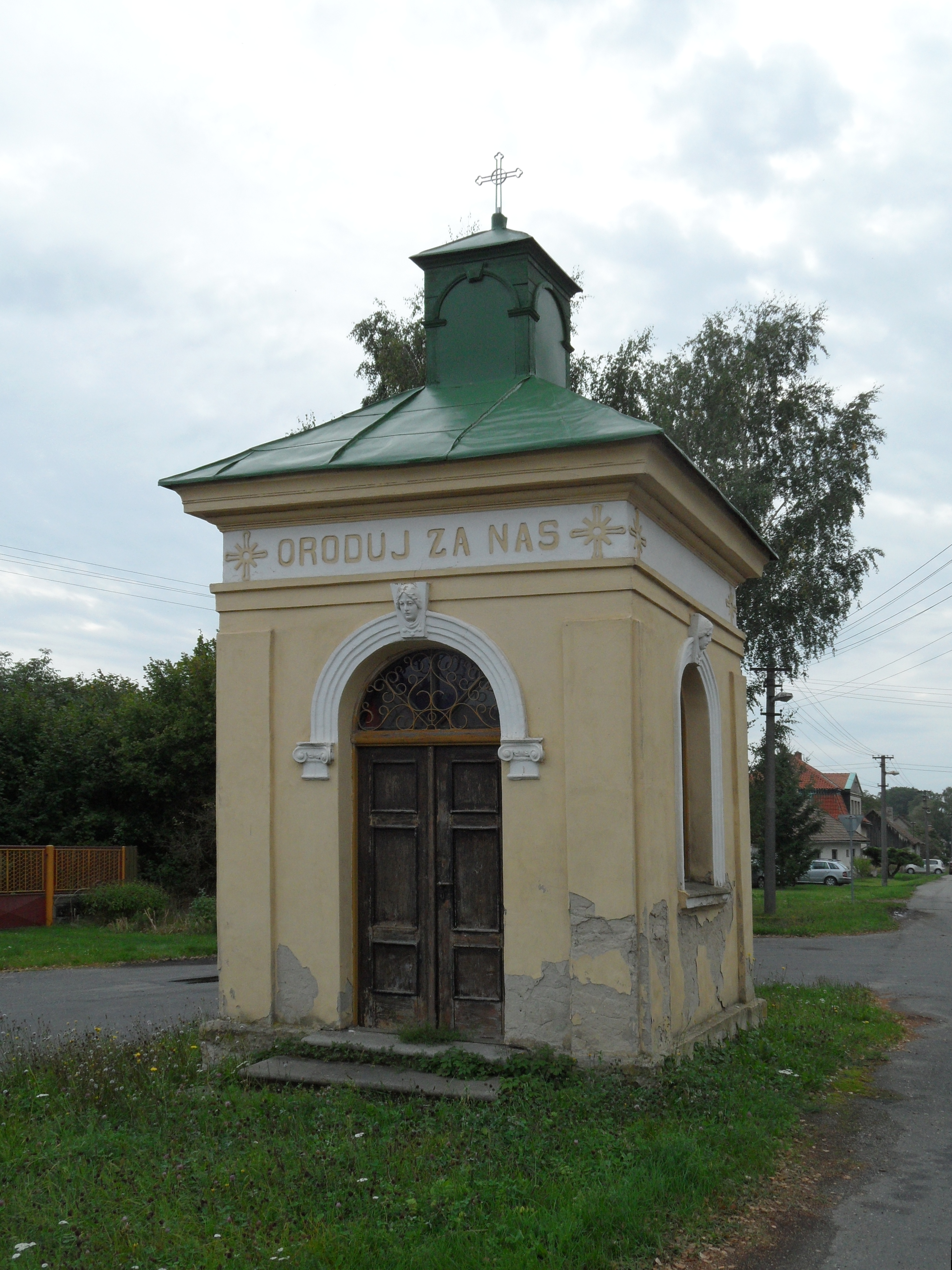
Kaple
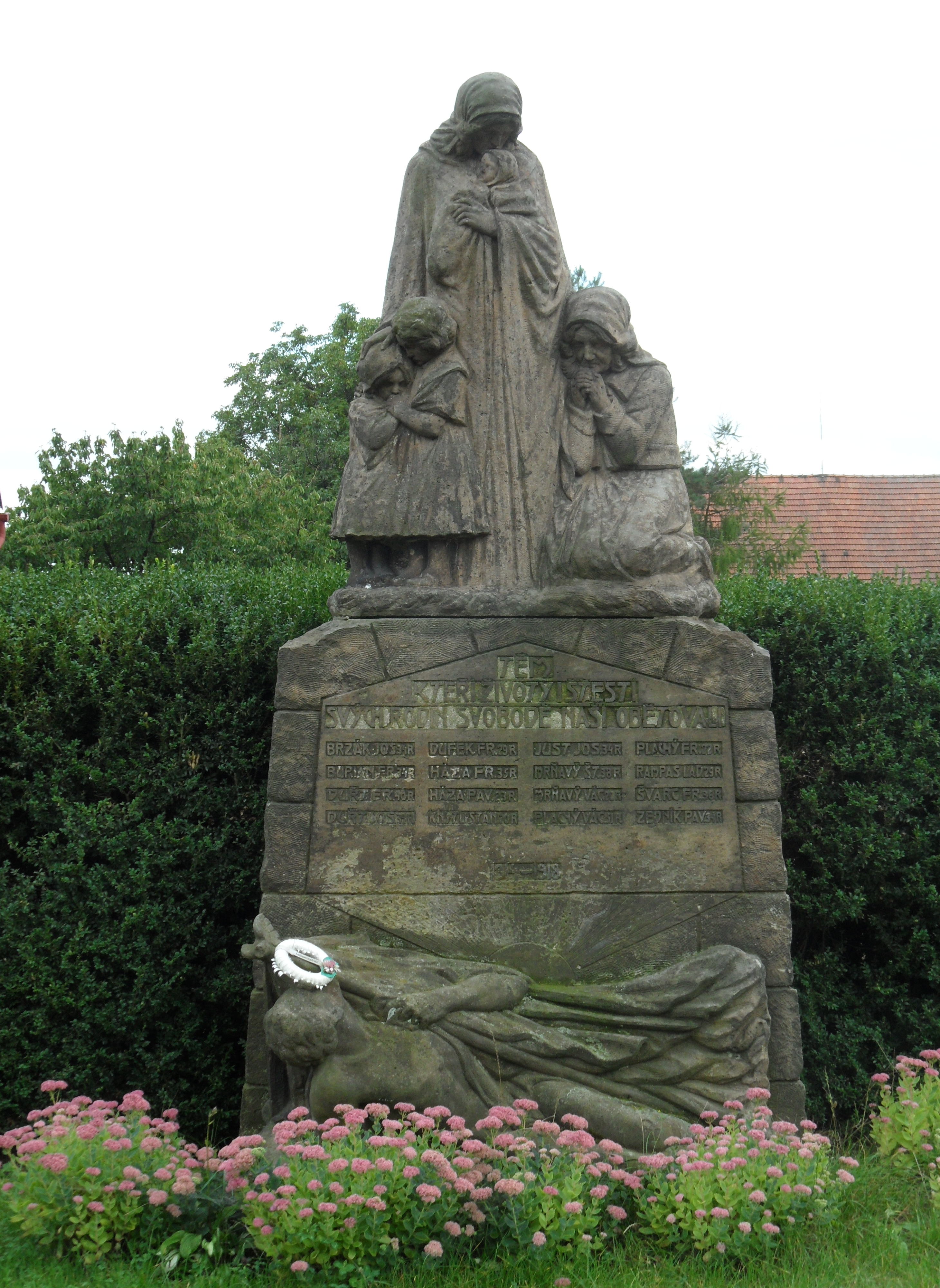
Památník obětem první světové války